# Germund Michanek

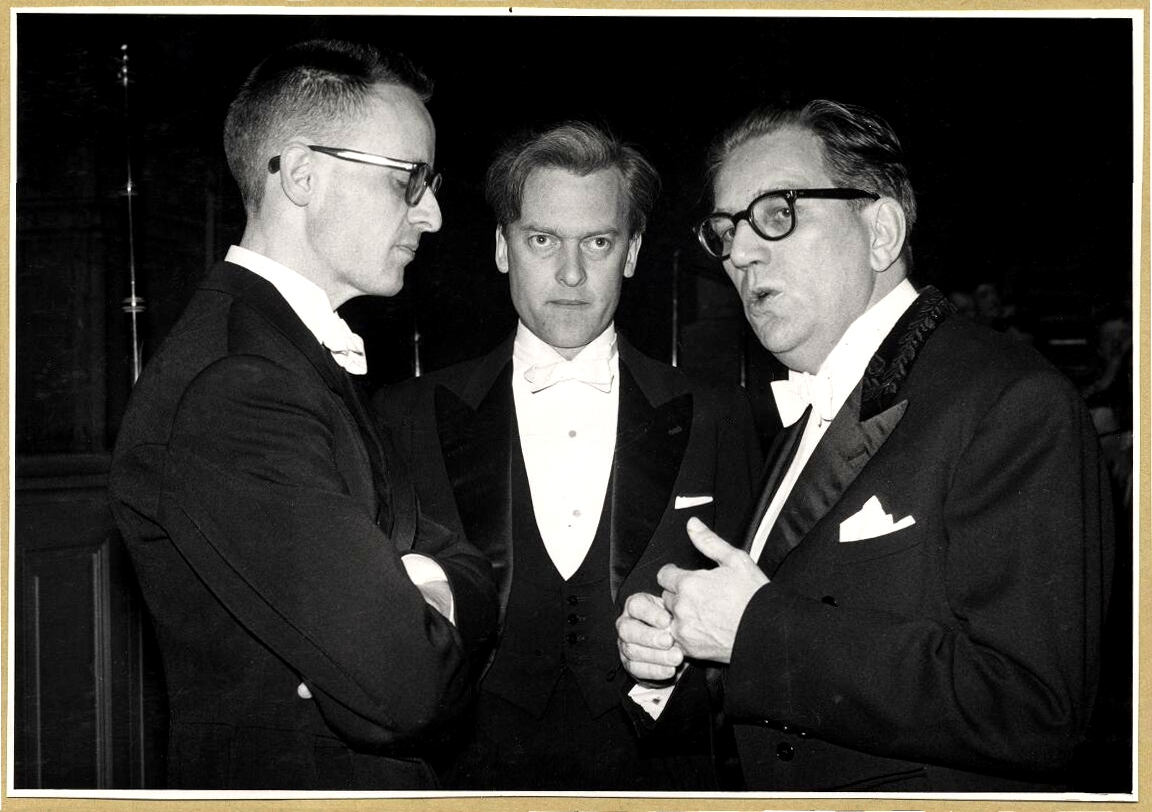
Germund Michanek flankerad av Lars Gustafsson och Lechard Johannesson vid Sven Stolpes disputation 1959.

Carl Germund Ignatz Michanek, född 17 februari 1926 i Örnsköldsvik, död 20 april 2015 i Knivsta, var en svensk  litteraturhistoriker och förlagschef. 
Han var kusin till Ernst Michanek och syssling till Anders Michanek.
Germund Michanek disputerade vid Uppsala universitet år 1962 på en avhandling om Gustaf Frödings dikt "En morgondröm" och blev därefter docent. Han fortsatte att skriva mycket om Fröding och utgav ett antal böcker där han behandlar 1800-talets litterära och kulturella historia.
Under många år var han chef för Lindblads bokförlag i Uppsala.